# КиберЗолушка
«КиберЗолушка» — дебютный роман американской писательницы Мариссы Мейер, написанный в 2012 году и опубликованный Macmillan Publishers совместно с Feiwel & Friends. Написан в жанре young adult и научная фантастика. Это первая книга серии «Лунные хроники», за ней следует роман «Красная Шапочка». Книга является вольной интерпретацией классической сказки «Золушка».

## Сюжет
История происходит в футуристическом городе будущего, Новом Пекине, когда мировые страны были реорганизованы, сформировались новые империи и альянсы, а Луна была колонизирована. Азия является империей, более известной как Восточное содружество, и управляется Императором.
Летумозис, или чума, — болезнь, начатая лунатиками (жители Луны) и получившая прозвище «синяя лихорадка», бушует по всему миру, а лекарство неизвестно. Главная героиня — Линь Зола, является киборгом, управляет механическим киоском на местном уличном рынке в Новом Пекине и живёт под опекой её мачехи Линь Адри. В начале рассказа она встречает принца Кая, который просит её исправить его личный андроид.
Киборги считаются гражданами второго сорта, поэтому Зола скрывает свою личность от Кая и остальных незнакомых жителей. Вскоре одна из сестер, Линь Пиона, заболела летумозисом после сопровождения Золы на свалку, куда Зола отправилась, чтобы собрать запасные части для ремонта хувера.
В гневе, мачеха Золы отдает её «добровольцем» в госпиталь, чтобы Зола участвовала в опытах по поиску вакцины от чумы. Когда врачи вводят Золе в кровь штамм летумозиса, обнаруживается, что она невосприимчива к заболеванию: маркированные индикаторы на экране, показывающие распространение болезни в организме подопытного, начинают пропадать. Доктор Эрланд, главный научный сотрудник, начинает исследовать иммунитет Золы, что приводит к исследованиям её уникальной физиологии, её имплантатов киборга и, в конечном счёте, жизни Золы до того, как она стала киборгом в возрасте одиннадцати лет. Зола не помнит себя до операции и не может пролить свет на своё прошлое.
В то же самое время отец принца Кая, Император Рикан, умирает от чумы, вследствие чего наследный принц становится новым Императором Восточного Содружества.
На него оказывается давление, из-за заключения союза между земными странами и Луной, возглавляемой королевой Леваной. Лунатики имеют возможность манипулировать биоэлектрическим полем людей вокруг них, заставлять их видеть то, что хотят лунатики, и даже контролировать мысли и действия людей.
Предлагаемый альянс заключается в том, что император Кай женится на королеве Леване, и тогда она не станет нападать на Землю. Однако император Кай хочет сорвать этот план, найдя кого-то другого, чтобы жениться первым. Он также ищет информацию о Лунном наследнике. Земляне считали, что как-то принцесса Селена, дочь королевы Чаннали Джанали Блэкберн, сестры Леваны, выжила в пожаре, устроенном королевой Леваной. Это то, что искал персональный андроид Кая, когда он сломался. Вскоре после этого, сестра Золы Пиона умирает от чумы в карантине, и тогда Зола забирает чип ID Пионы и берёт его с собой. Из-за этого мачеха Линь Адри наказывает Золу, разбивая Ико, спутника-андроида Золы, на куски и продавая ценные вещи.
Доктор Эрланд рассказывает Золе, что на самом деле она лунатик, потому что у неё иммунитет против летумозиса. Тем не менее, Зола не показывает лунных способностей, то есть является так называемой «пустышкой», которых издавна истребляют по приказу лунной королевы. Зола исправляет андроид Кая по имени Наинси, и обнаруживает, что он разыскивает принцессу Селену, истинного наследника Луны, которая, как полагают, была убита её тетей Леваной, когда она была ребёнком. Зола также обнаруживает лунный чип, встроенный в Наинси, что и стало причиной первоначальной поломки андроида. Через лунный чип, который, как выяснилось, используется для прямой связи за пределами сети, Зола связывается с девушкой с длинными косами, которая предупреждает, что Левана намерена выйти замуж за Кая и убить его после того, как станет императрицей.
История завершается ежегодным Фестивалем, где раскрываются секреты, и все персонажи должны принимать решение о своем будущем. Перед балом проходит коронация, где принц Кай даёт присягу и становится Императором Восточного содружества.
Зола собиралась бежать за пределы города, но узнала тайну лунатиков, поэтому ухитряется попасть на бал и предупреждает Кая о скрытых мотивах Леваны. При этом на свет выходит её собственная тайна: она киборг, она Лунатик. Левана пытает Золу и пытается убить, но механический организм девушки справляется с этим и она сама пытается напасть на королеву. У Кая нет другого выбора, кроме как арестовать Золу и запереть её в Новой тюрьме в Пекине и заключить сделку с Леваной, чтобы спасти Землю от лунной атаки: Золу забирают на Луну и судят, но королева и принц не станут жениться.
Позже в тюремной камере доктор Эрланд посещает Золу в её камере и показывает, что он тоже лунатик, беглец, который живёт на Земле, и что это один из лунатиков когда-то создал чуму, чтобы нацелиться на Землю и ослабить их. Он также показывает, что Зола на самом деле и есть потерянная принцесса Селена с Луны. С невероятными повреждениями, раненым ребёнком, Селена была доставлена на Землю втайне, где она была спасена, пройдя кибернетическую операцию. Ёё лунные способности были подавлены чипом, который её отчим установил на шее во время операции, однако доктор Эрланд говорит Золе, что он отключил его. Зола теперь знает, что она настоящая королева Луны, и она должна подняться против Леваны и вернуть трон.

## Персонажи
- Линь Зола: Юный лунатик, девушка, киборг, лучший механик Нового Пекина, главный протагонист в серии «Лунные хроники»
- Принц «Кай» Кайто: Наследный принц Восточного содружества. Он знакомится с Золой, когда приносит ей своего персонального андроида на ремонт, начинает испытывать к ней чувства, но вынужден жениться на Лунной королеве Леване из-за угрозы объявления войны.
- Доктор Эрланд: Лунный беглец, работающий врачом во двоце, исследующий летумозис и разыскивающий вакцину, открывает Золе правду о её личности.
- Линь Пиона: Сводная сестра Золы и её подруга, дочь Линь Гарана и Линь Адри, сестра Перл. В начале книги заражается чумой, которая убила и её отца, и умирает на руках у Золы, так и не дождавшись вакцины.
- Линь Перл: Старшая дочь Адри и Гарана, старшая родная сестра Пионы, сводная сестра Золы. Постоянно третирует Золу.
- Линь Адри: Жестокая мачеха Золы, считающая киборгов бесчеловечными мутантами, не способными к эмоциям. Постоянно третирует Золу и винит её во всех своих несчастьях.
- Ико: Спутник-андроид Золы, её единственный друг. Ико иногда забывает, что она не человек, из-за того, что её чип личности неисправен. Адри её насильно демонтирует, чтобы наказать Золу, но девушка смогла сохранить её чип и надеется в будущем дать ей жизнь в новом теле.
- Королева Левана: Жестокая королева Луны, лунной колонии, главный антагонист истории. Не превышая использование террористической и геноцидной тактики для получения власти, она частично несёт ответственность за существование чумы на Земле, так как многие её подданные бежали туда, чтобы избежать её влияния. Она использует мощные гламурные чары (манипуляции с биоэнергетическим полем), чтобы заставить людей поклоняться ей. Вероятно, она основана на истории Злой Королевы в истории о Белоснежке.
- Сибил Мира: Главный маг Леваны, бесконечно ей преданная и готовая исполнить любой её приказ. Сибил на момент начала истории уже находилась с миссией в Новом Пекине, во дворце, она появилась там ещё до того, как Император Рикан заразился от летумозиса.
- Конн Торин: Советник Императора Рикана, а позднее принца Кая.
- Император Рикан: Отец принца Кая и Император Восточного содружества, умер от летумозиса (чумы).
- Чан Сача: Булочница с рынка, которая умирает от летумаозиса. Ненавидела Золу из-за того, что та была киборгом. Несмотря на это Зола спасает её сына, Чан Сунто, дав ему вакцину, предназначенную для Пионы, когда та умерла.
- Наинси: Личный андроид Кая, которая помогает ему в поисках Принцессы Селены. Была взломана по приказу Сибил, но Зола её починила и вернула принцу.

## Критика
Отзывы критиков на «КиберЗолушку» были в основном положительными. Так, Los Angeles Times назвали книгу «освежающей» и похвалили характер Золы. Publishers Weekly также позитивно восприняли книгу, сказав, что характеры «легко воспринимаются». Booklist назвали «КиберЗолушку» — «Свежее вращение Золушки», имея в виду классическую сказку. Также Wall Street Journal написали, что эта книга была «нетребовательным и удивительно добродушным чтением». Kidz World stated that Cinder was «an amazing story about love that comes in mysterious packages».
Kirkus Reviews написали, что тема телепатической-последовательницы[прояснить] была «упрощённой и несовместимой», но отметили, что «КиберЗолушка» — «предлагает высокий фактор свежести». В свою очередь Horn Book Magazine написали, что раскрытие Золы (главная героиня) было предсказуемым, но «изгибы и повороты книги, сложные персонажи и подробное мироустройство — себя оправдали». Tor.com писали, что «в то время как у „КиберЗолушки“ есть свои недостатки, это очень интересная история и одно из лучших переосмыслений Золушки, которое я видел в своем возрасте».
Размышляя о романской сказке и стимпанк-мотивах, литературовед Терри Доути заключает, что Мейер «переписывает мем женской пассивности, поскольку Зола работает через процесс формирования идентичности. По сравнению с женскими персонажами романа, которые используют традиционные маркеры женственности, чтобы скрыть свои манипуляции и жестокости, появляется киборг-механик Зола как позитивная модель для девочек».
В своем интервью на Болонской детской книжной ярмарке (Болонья, Италия) в 2012 году, автор рассказала о происхождении её романа. Она была «сказочницей-гиком», она потратила значительное время на изучение историй самых распространенных западных детей[прояснить]. По-видимому, первая версия Золушки была написана в Китае в IX веке (это оправдывает тот факт, что Золушка была единственной, кто мог носить потерянную обувь: маленькие ноги считались привлекательными в древнем Китае, поэтому дело в том, что молодая леди имела самые маленькие ноги в мире). По этой причине Марисса Майер решила поставить свою футуристическую версию в Новом Пекине, чтобы «закрыть круг» и перевести историю в своё первоначальное место. В дополнение к этому, решение сделать Золу киборгом началось с веселой мысли: идея пришла ей в голову, что вместо того, чтобы потерять обувь, Золушка может потерять целую ногу на лестнице.

## Сиквелы и адаптации
Есть четыре книги, роман-приквел, и коллекция романов в цикле «Лунные хроники». Вторая книга этой серии — «Красная Шапочка», основана на сказке «Красная Шапочка». Третья книга — «Рапунцель» — также основана на одноимённой сказке.. Книга 3.5, которая была опубликована в январе 2015 года, называется «Кто на свете всех прекрасней? », и предваряет четвёртую книгу и является приквелом, фокусирующемся на главном антагонисте — королеве Леване. Пятая книга серии (официально идет четвёртой) называется «Белоснежка», и была опубликована в ноябре 2015 года.. Обе книги — «Прекраснейшая» и «Белоснежка» являются вольной интерпретацией классической сказки о Белоснежке. Мейер также опубликовала три коротких бесплатных истории на сайте Wattpad. Они названы «Неожиданная поломка» — предваряет «КиберЗолушку», «Армия Королевы» — предваряет ''Красную шапочку'', и ''Маленький Андроид'', которая основана на сказке Ханс Кристиан Андерсен — "Русалочка". "Над Звездами" — это своего рода коллекция Лунные хроники", выпущенная в феврале 2016 года. Эта коллекция включает в себя девять историй, пять из которых никогда не были опубликованы, а также содержат выдержку из нового романа Мариссы Мейер — "Бессердечная", который был выпущен 8 ноября 2016 года.
Мейер также подтвердила, что был интерес создания кино-адаптации «КиберЗолушке» и она уже подписала контракт на создание фильма, но название студии пока держится в секрете. Автор утверждает, что студия в данный момент ищет режиссёра для этого фильма.